# يون سون-ها
يون سون-ها (هانغل: 윤손하؛ تعرف باسم يون سونا(ユンソナ). من مواليد 17 نوفمبر 1975 في جونجو، مقاطعة جولا الشمالية) هي ممثلة، مغنية وشخصية تلفزيونية (تارينتو) من كوريا الجنوبية. مسجلة في قسم سجلات شركة سوني للترفيه الموسيقي اليابانية.
منذ ظهورها لأول مرة في المسلسلات الدرامية مع إم بي سي اكتسبت شهرة واسعة في موطنها الأصلي وكذا اليابان بسبب طلاقتها في اللغة اليابانية من خلال أدوارها في مسلسلات درامية أبرزها الفتاة المقاتلة لقناة تلفزيون فوجي اليابانية مع الممثلة كيوكو فوكادا سنة (2001)، ومسلسل الورثة سنة (2013) في كوريا وغيرها.

## أعمالها

### مسلسلات
- 1994: Salut D'Amour  [لغات أخرى]‏ قناة كي بي إس
- Ready Go! قناة إم بي سي
- New Nonsto  [لغات أخرى]‏ قناة إم بي سي
- 1996: أبي قناة كي بي إس
- 1998: ملك الريح (مسار الأسرة العظمى)
- 1999: هل حقا الحب؟ قناة إم بي سي
- 2000: NHK Mouichido Kisu
- 2001: رقاقات الثلج (قناة كي بي إس)
- 2001: الفتاة المقاتلة فوجي تي في
- 2002: Byoki Wa Nemuranai إن تي في
- 2003: حظا سعيدا!! تي بي إس
- 2003: Ashita Tenki Ni Naare إن تي في
- 2007: Dear Lover قناة إس بي إس
- 2010: الهارب: الخطة ب قناة كي بي إس
- 2013: الورثة قناة إس بي إس
- 2015: الجار الساحر قناة إس بي إس
- 2016: ستة ثنانين طائرة قناة إس بي إس
- 2017: افضل ضربة  [لغات أخرى]‏ قناة كي بي إس

### أفلام
- 2006 Kisarazu Cats Eye: World series (قناة تي بي إس)

## روابط خارجية
- يون سون-ها على موقع IMDb (الإنجليزية)